# Norman Grimes
Norman Grimes (Estados Unidos, 6 de enero de 1998) es un atleta estadounidense especializado en la prueba de 400 m vallas, en la que consiguió ser campeón mundial juvenil en 2015.

## Carrera deportiva
En el Campeonato Mundial Juvenil de Atletismo de 2015 ganó la medalla de oro en los 400 m vallas, con un tiempo de 49.11 segundos, llegando a meta por delante de los japoneses Ryusei Fujii y Masaki Toyoda (bronce con 50.53 segundos).